# 古賀誠 (アニメーター)
古賀 誠（こが まこと、1969年2月7日 - ）は、日本のアニメーター、キャラクターデザイナー。岡山県倉敷市出身。ノーマッド所属。

## 来歴
東京アニメーター学院を卒業後の1988年、アニメ制作会社のメルヘン社に入社。同社に動画チェッカー・動画マンとして勤務したが3年ほどで退社し、その後はスタジオジュニオ（現：ジュニオ ブレイン トラスト）やマッドハウスなど数社を転々としつつ、各社で原画マン・作画監督・キャラクターデザイナーを務めた。
ジュニオ在籍時は、堀内修、松田勝巳らに師事。
2010年の時点では、ノーマッドに所属している。

## 主な参加作品

### テレビアニメ
1988年
- 小公子セディ（動画）

1991年
- おばけのホーリー（1991年 - 1992年、原画）
- 魔法のプリンセス ミンキーモモ（第2作、1991年 - 1992年、原画）

1994年
- D・N・A² 〜何処かで失くしたあいつのアイツ〜（作画監督）
- 3丁目のタマ うちのタマ知りませんか?（原画）

1995年
- 飛べ!イサミ（1995年 - 1996年、作画監督）

1996年
- セイバーマリオネットJ（1996年 - 1997年、作画監督）

1998年
- カードキャプターさくら（1998年 - 1999年、作画監督）
- MASTERキートン（作画監督）
- TRIGUN（作画監督）

1999年
- メダロット（1999年 - 2000年、作画監督）

2000年
- ヴァンドレッド（原画）

2001年
- ギャラクシーエンジェル（作画監督・OP原画）

2002年
- ギャラクシーエンジェル（第2期、作画監督）
- ギャラクシーエンジェル（第3期、2002年 - 2003年、総作画監督・作画監督）
- ぱにょぱにょデ・ジ・キャラット（キャラクターデザイン・総作画監督）
- プリンセスチュチュ（OP原画）

2003年
- D.C. 〜ダ・カーポ〜（作画監督）
- 君が望む永遠（作画監督・原画）
- 鋼の錬金術師（2003年 - 2004年、作画監督）

2004年
- ギャラクシーエンジェル（第4期、作画監督・原画・OP原画）
- 十兵衛ちゃん2 -シベリア柳生の逆襲-（原画）
- ケロロ軍曹（2004年 - 2011年、作画監督）
- ローゼンメイデン（原画）

2005年
- D.C.S.S. 〜ダ・カーポ セカンドシーズン〜（アイテムデザイン）
- ARIA The ANIMATION（キャラクターデザイン・総作画監督）

2006年
- ローゼンメイデン オーベルテューレ（作画監督補・原画）
- ARIA The NATURAL（キャラクターデザイン・総作画監督）
- 姫様ご用心（キャラクターデザイン・総作画監督）
- ちょこッとSister（作画監督・原画）

2007年
- sola（キャラクターデザイン・総作画監督・作画監督）

2008年
- ARIA The ORIGINATION（キャラクターデザイン）
- 狂乱家族日記（キャラクターデザイン・総作画監督・作画監督）
- ケメコデラックス!（OP原画）
- 夜桜四重奏 〜ヨザクラカルテット〜（作画監督）

2009年
- よくわかる現代魔法（キャラクターデザイン・作画監修・作画監督）
- けんぷファー（総作画監督・ED作画監督）

2010年
- れでぃ×ばと!（作画監督補）
- BLEACH（作画監督）
- 祝福のカンパネラ（総作画監督）

2011年
- けんぷファー für die Liebe（総作画監督）
- 俺たちに翼はない（総作画監督補・ED1作画監督）
- SKET DANCE（作画監督・原画）
- ましろ色シンフォニー（作画監督）

2012年
- しろくまカフェ（作画監督・原画）
- 坂道のアポロン（作画監督補佐）

2013年
- 八犬伝―東方八犬異聞―（作画監督）
- 琴浦さん（作画監督）
- 銀河機攻隊 マジェスティックプリンス（作画監督）
- ふたりはミルキィホームズ（総作画監督・作画監督・ED作画監督・作画監督補佐）
- 帰宅部活動記録（総作画監督）
- ハイスクールD×D NEW（作画監督・原画）

2014年
- それでも世界は美しい（作画監督）
- グラスリップ（作画監督・原画）
- オオカミ少女と黒王子（作画監督）

2015年
- 探偵歌劇 ミルキィホームズ TD（サブキャラクターデザイン・総作画監督・ED作画監督・ED原画）
- VENUS PROJECT -CLIMAX-（作画監督・ED絵コンテ・演出・作画）

2016年
- ファンタシースターオンライン2 ジ アニメーション（作画監督・作画監督補佐・原画）
- 双星の陰陽師（作画監督）
- 僕のヒーローアカデミア（作画監督）
- 食戟のソーマ 弐ノ皿（原画）
- orange（作画監督・作画監督補佐・原画）
- 斉木楠雄のΨ難（作画監督）
- 甘々と稲妻（作画監督補佐・原画）
- 終末のイゼッタ（作画監督・原画）
- ユーリ!!! on ICE（作画監督）

2017年
- チェインクロニクル 〜ヘクセイタスの閃〜（作画監督）

2018年
- 邪神ちゃんドロップキック（キャラクターデザイン・作画監督・総作画監督）

2019年
- 炎炎ノ消防隊（作画監督）

2020年
- 邪神ちゃんドロップキック'（キャラクターデザイン・作画監督・総作画監督）

2021年
- 恋と呼ぶには気持ち悪い（作画監督）

2022年
- 邪神ちゃんドロップキックX（キャラクターデザイン）

2023年
- アリス・ギア・アイギス Expansion（作画監督）
- 邪神ちゃんドロップキック【世紀末編】（キャラクターデザイン）

### 劇場アニメ
- 魔女の宅急便（1989年、動画）
- マクロス7 銀河がオレを呼んでいる!（1995年、アニメーションキャラクターデザイン・作画監督）
- パーフェクトブルー（1998年、原画）
- 劇場版カードキャプターさくら（1999年、作画監督補佐）
- 劇場版ケロちゃんにおまかせ!（2000年、原画）

### OVA
1993年
- BASTARD!! -暗黒の破壊神-（原画）
- MINKY MOMO IN 夢にかける橋（原画）

1994年
- 七都市物語 〜北極海戦線〜（メカニックデザイン・作画監督）

1995年
- 不思議の国の美幸ちゃん（作画監督）
- 3×3 EYES 〜聖魔伝説〜（原画）

1996年
- BURN-UP W（原画）

1997年
- サイコダイバー 魔性菩薩（キャラクターデザイン・作画監督）

2005年
- いちご100%（作画監督補佐・原画）
- 撲殺天使ドクロちゃん（2005年 - 2006年、キャラクターデザイン・総作画監督）

2007年
- 撲殺天使ドクロちゃん2（キャラクターデザイン）
- ARIA The OVA 〜ARIETTA〜（キャラクターデザイン）

2008年
- 快盗天使ツインエンジェル（キャラクターデザイン・総作画監督）

2011年
- T.P.さくら 〜タイムパラディンさくら〜 時空樹防衛戦（キャラクターデザイン・総作画監督）
- 祝福のカンパネラOVA（総作画監督）

2012年
- Aチャンネル+smile（作画監督補佐）

2021年
- アリス・ギア・アイギス 〜ドキッ!アクトレスだらけのマーメイドグランプリ♡〜（作画監督）

### その他
- スライム冒険記〜海だ、イエー〜（1999年、ジャンプフェスタで上映された短編、原画）
- 快盗天使ツインエンジェル（2006年、キャラクターデザイン）
- ARIA The ORIGINATION 〜蒼い惑星のエルシエロ〜（2008年、オリジナルキャラクター原案）